# لاس لابوريس (سيوداد ريال)
بلدية لاس لابوريس (بالإسبانية: Las Labores)‏، هي إحدى بلديات مقاطعة سيوداد ريال إحدى مقاطعات إسبانيا، والتي تقع في منطقة قشتالة لا منتشا وسط إسبانيا.
يبلغ عدد سكانها 674 نسمة وفقاً لإحصائية سنة (2007).